# Райконкоски
Ра́йконко́ски (карел. Raikonkoski) — посёлок (при станции) в Суоярвском районе Республики Карелия. Административно относится к Лоймольскому сельскому поселению.

## География
Расположен на берегу реки Уксунйоки, популярной у туристов-водников.
Уличная сеть
- Вокзальная ул., Железнодорожная ул., Заводская ул., Заречная ул., Комсомольская ул., Ленина ул., Лесная ул., Набережная ул., Новая ул., Октябрьская ул., Первомайская ул., Переездная ул., Петрозаводское ш., Привокзальная ул., Приозёрная ул., Северная ул., Советская ул., Станционная ул., Центральная ул., Шоссейная ул.

## История
В посёлке находится памятник истории — могила неизвестного советского лётчика, погибшего в годы Советско-финской войны (1941—1944).

## Население
| 2002 | 2009 | 2010 | 2013 |
| ---- | ---- | ---- | ---- |
| 861  | ↘752 | ↘621 | ↘568 |

## Инфраструктура
Есть несколько магазинов, приезжают автолавки из Лоймола и Суоярви. Работают детский сад и школа, в которой учатся около 100 детей. Работу населению посёлка дают в основном предприятие «Запкареллес», железная дорога и каменный карьер.

## Транспорт
Райконкоски — железнодорожная станция на перегоне на 356,4 км перегона Леппясюрья — Лоймола линии Сортавала — Суоярви I
В 7 км от посёлка проходит трасса А131 Питкяранта — Суоярви.